# Luire
Die Luire ist ein kleiner Fluss im südwestlichen Zentrum von Frankreich, der im Département Vienne der Region Nouvelle-Aquitaine nordöstlich der Stadt Poitiers verläuft.

## Geografie

### Verlauf
Die Luire entspringt im südlichen Ortsgebiet von Pleumartin, entwässert generell in nördlicher Richtung und mündet nach rund 16 Kilometern im Gemeindegebiet von Lésigny als linker Nebenfluss in die Creuse. Im südlichen Gemeindegebiet von Lésigny, beim Weiler Chapeau, zweigt oberhalb eines kleinen Sees ein Fließgewässer unter dem Namen Rivière la Luire ab, das zunächst weitgehend parallel verläuft und schließlich etwa 400 Meter flussabwärts ebenfalls in die Creuse mündet.

### Orte am Fluss
(Reihenfolge in Fließrichtung)
- La Belle Indienne, Gemeinde Pleumartin
- Pleumartin
- Saint-Sennery, Gemeinde Pleumartin
- La Toucherie, Gemeinde Leigné-les-Bois
- Verlet, Gemeinde La Roche-Posay
- Les Dionnets, Gemeinde Coussay-les-Bois
- Coussay-les-Bois
- La Chapelière, Gemeinde Coussay-les-Bois
- Chapeau, Gemeinde Lésigny
- La Boutelaye, Gemeinde Lésigny
- Lésigny

## Sehenswürdigkeiten
- Château de la Vervollière, Schloss aus dem 15. Jahrhundert am Flussufer bei Coussay-les-Bois – Monument historique[4]